# Boston terrier
A Boston terrier az USA-ban 1893-ban elfogadott kutyafajta.

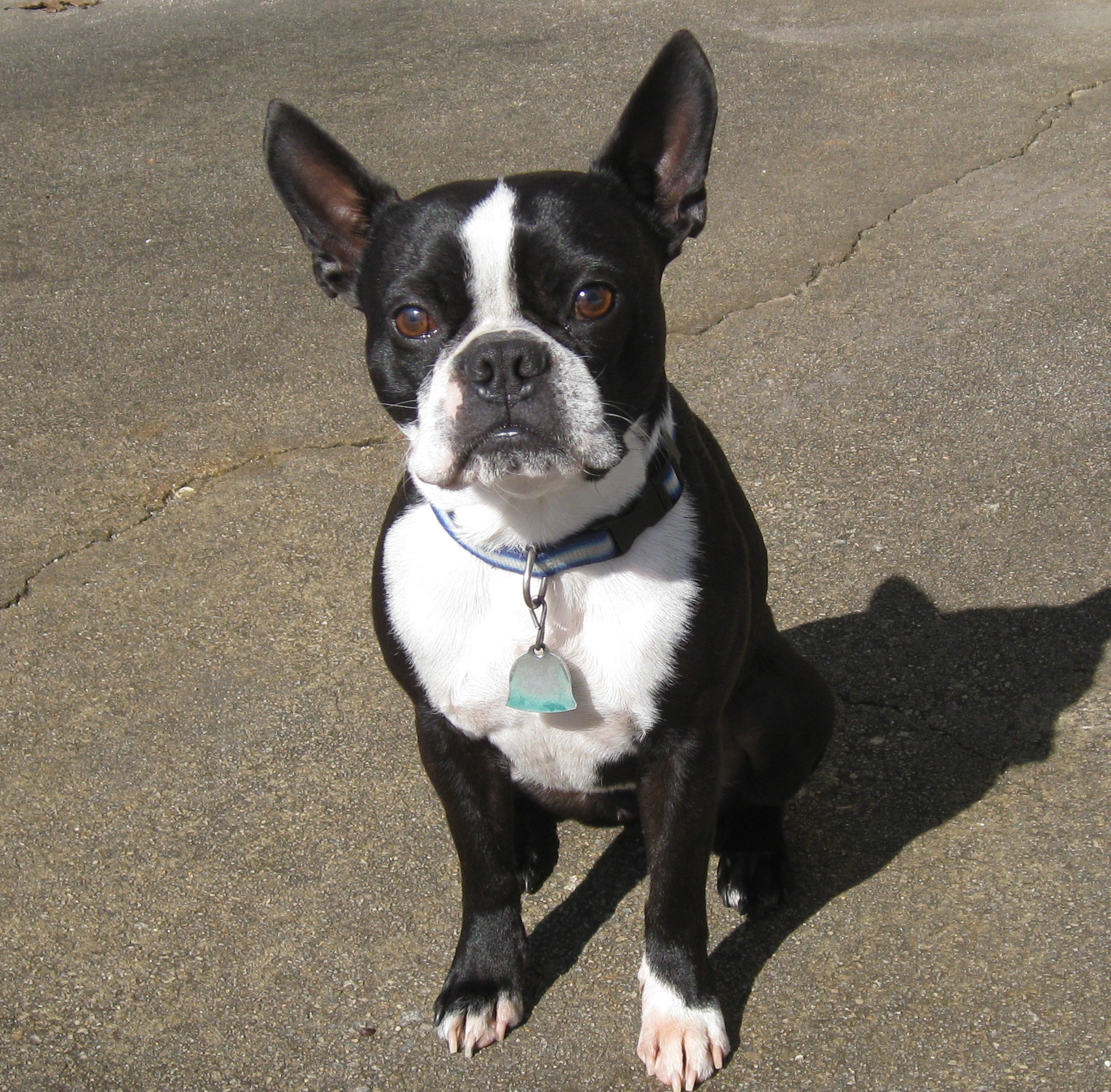
Felnőtt Boston Terrirer kutya

## Eredet és történelem
Ezt a kutyafajtát az Egyesült Államokban hozták létre az 1870-es években, és Boston Bulldognak hívták.
A már kihalt fehér angol terrier és az angol buldog keresztezéséből származik.
A további fejlesztés érdekében a francia buldogokat is később keresztezték.
1878-ban egy bostoni kiállításon mutatták be. 1891-ben az American Kennel Clubtól a Boston Terrier nevet kapta. 1927-ben Európába érkezett. Ritkán tartózkodott ott sokáig, de az utóbbi években nőtt a kölyökkutyák száma.

## Felépítése
Kb. 38 cm magas, súlya 6-9 kg. Teste zömök, feje szögletes. Rövid orra gyakran okoz az életkor előrehaladtával légzési problémákat, ami korai elhalálozást okoz.

## Természete
Mozgékony családi kutya.

## Tenyésztése
A buldog, és az angol fehér terrier keresztezése.

## Testmozgás
Kevés; elég néhány rövid séta a parkban; de attól, hogy kevés mozgásigényű, napi 1 séta kötelező.
Táplálékigénye szerény, keveset eszik.

## Forrás
- Dr Peter Larkin; Mike Stockman: Képes enciklopédia; kutyák fajták és gondozásuk 174. oldal
- Zooplus magazin: Boston Terrier

## Fordítás
- Ez a szócikk részben vagy egészben  a   Boston Terrier című német Wikipédia-szócikk fordításán alapul.  Az eredeti cikk szerkesztőit annak laptörténete sorolja fel. Ez a jelzés csupán a megfogalmazás eredetét és a szerzői jogokat jelzi, nem szolgál a cikkben szereplő információk forrásmegjelöléseként.